# Clubs
Clubs.nl is een website, een zogeheten virtuele gemeenschap (sociaalnetwerksite), waar je mensen ontmoet met dezelfde interesses. Clubs werd in 1999 opgericht door KPN en is de oudste Nederlandse gemeenschap. In het verleden is Clubs verbonden geweest aan diverse grote evenementen en tv-programma’s zoals Big Brother, Idols en De Bus.

## Heden en verleden
Op 15 oktober 1999 werd Clubs opgericht door KPN. De website was op dat moment de enige Nederlandse 'social community'. MSN Groups en Yahoo Groups bestonden al langer maar kenden alleen de Engelstalige variant. De introductie van Clubs gebeurde via de nieuwsbrief van Het Net. 
In het jaarlijkse overzicht van Multiscope bereikte Clubs de 11e positie in december 2002. In het overzicht van sites waar de bezoekers lang blijven hangen, heeft Clubs ooit de eerste plaats behaald.
Anno 2009 was Clubs de 27e website van Nederland. Clubs heeft meer dan 16.500 actieve clubs en er zijn ongeveer 900.000 leden.
Clubs is in 2009 overgenomen door Clubs Social Media. Clubs Social Media lanceerde in november 2009 beta Clubs 2.0. Sinds maart 2010 is het nieuwe clubs.nl uit de bètafase.